# Mike Brown (Unternehmer)

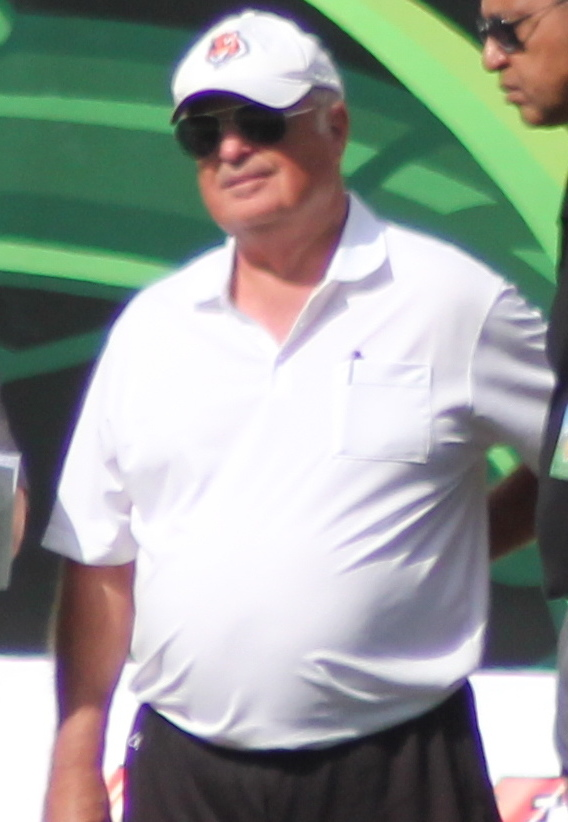
Mike Brown, 2012

Mike Brown (* 10. August 1935 in Massillon, Ohio) ist ein US-amerikanischer Unternehmer und Besitzer des NFL-Teams Cincinnati Bengals.

## Leben
Brown wurde 1935 in Massillon, Ohio geboren. Er besuchte das Dartmouth College im Jahr 1957 und zwei Jahre später die Harvard Law School. An beiden Schulen spielte er als Quarterback American Football.
Sein Vater Paul Brown gründete die Cincinnati Bengals im Jahr 1968. Mike Brown arbeitete für das Team zu dieser Anfangszeit als Pressesprecher. Im Jahr 1991 starb sein Vater und Mike Brown wurde Besitzer des Teams. In diesem Jahr engagierte er auch Dave Shula als neuen Head Coach. Dieser war zu diesem Zeitpunkt der zweitjüngste Head Coach in der Geschichte der NFL.